# إميليو سالا (نحات)
إميليو سالا والمعروف أيضًا باسم إليو ساليا (بالأوكرانية: Еліо Саля ) (30 أبريل 1864 ميلانو - 10 يناير 1920 ميلانو) نحات ورسام إيطالي قضى معظم حياته العملية في كييف عاصمة أوكرانيا.

## سيرته
في عام 1890 تمت دعوته هو وشقيقه إلى روسيا للعمل في قصر مويكا في سانت بطرسبرغ، بعد عامين من العمل هناك سمع عن خطط بناء متحف جديد في كييف وعرض خدماته، نظرًا لأن الفنانين الإيطاليين كانوا يتمتعون بشعبية كبيرة في الإمبراطورية الروسية، فقد تم قبوله وبدأ في إنشاء التصميمات.
من عام 1897 إلى عام 1905 أنتج غريفين وأسود لما يسمى الآن متحف الفن الوطني في أوكرانيا. خلال هذا المشروع، أقام علاقة عمل مثمرة للغاية مع المهندس المعماري واديسواف هوروديكي، كما صمم العديد من الزخارف لمعبد القرايت،البنك الوطني لأوكرانيا، كاتدرائية القديس نيكولاس الرومانية الكاثوليكية، معهد إيغور سيكورسكي كييف للفنون التطبيقية والأوبرا الوطنية في أوكرانيا.
وبالإضافة إلى أعماله المعمارية قام بتدريس النحت في مدرسة الفنون وكلية التجارة، وعند اندلاع الحرب العالمية الأولى عاد إلى ميلانو حيث توفي بعد ست سنوات.
1. ↑   https://www.berardiarte.it/artisti/elia-sala/. اطلع عليه بتاريخ 2025-03-28. {{استشهاد ويب}}: |url= بحاجة لعنوان (مساعدة) والوسيط |title= غير موجود أو فارغ (من ويكي بيانات) (مساعدة)
2. 1 2